# محمود البحر
محمود البحر (عربی: مَحمُود البحر؛ زادهٔ ۳ ژانویهٔ ۱۹۹۴) بازیکن فوتبال است.
از باشگاه‌هایی که در آن بازی کرده‌است می‌توان به باشگاه ورزشی مسیمیر اشاره کرد.
وی همچنین در تیم‌های ملی فوتبال زیر ۲۰ سال، زیر ۲۳ سال و بزرگسالان سوریه بازی کرده‌است.